# 上海交通大学附属中学
上海交通大学附属中学，简称上海交大附中或交大附中，创建于1954年，是由上海市教委和上海交通大学双重领导的上海市实验性示范性高中。
交大附中一本录取率常年保持在85%以上，录取清华大学，北京大学，复旦大学，上海交通大学的比例超过30%，是上海高中四大名校之一，另外三所是上海中学，华东师范大学第二附属中学，复旦大学附属中学。 交大附中在2016年中国内地高中美国留学排行榜上位居第四十六。 

## 沿革

### 高境廟校址
本部現址在遷入前，是嶺南大學上海分校的校園。
上海嶺南分校原在楊浦區荊州路，後司徒衞校長鉴於校址不敷應用，多方奔走而陸續購得高境廟荒地70餘畝，同時在學生中發起募磚運動，幷得校董會多方賜助，計籌得捐款10餘萬元。於1934年春舉辦開工典禮，時上海市市長吳鐵城及各校董、師生、家長等均有出席。到1935年暑期正式啟用新址，中日戰爭期間教學斷斷續續。光復後在原址短暫復辦後，到1949年5月易幟後收工農子弟入學。1952年辦學資金不足，而被上海市教育局接手，改做上海幼兒師範學校。幼兒師範在1963年被遷出，而由本中學進駐到現代。

### 本校歷程
- 创建于1954年的上海市第一工农速成中学为交大附中前身。
- 1955年7月9日 教育部、高等教育部联合发文：1955年起速中停止招生。
- 1955年 市教育局、高教局以沪教陈字第02040号、沪字教第19013号文致涵中央教育部，决定一速中、二速中、华纺速中、上医速中四校合并，成立上海市工农速成中学。校址在原二速中，合并后学生约1200人。由市教育局直接领导。
- 1955年11月5日 上海市教育局给中央教育部发文，将中建速中并入上海市工农速成中学。
- 1958年9月24日 经上海交大批准：学校取名“交通大学工农预科”。后改名交通大学预科。
- 1962年2月8日 国防科学技术委员会发文：同意将工农预科转归上海市领导。
- 1962年3月1日 上海市高等教育局发文交通大学，同意将预科交给上海工学院。学校校名为上海工学院预科。
- 1962年8月14日 根据教育局批文，学校改名为上海工学院附中。
- 1963年9月 上海大学校志记录：附中划为教育局直接领导，并迁离延长路。
- 1963年8月1日 上海市教育局发文将上工附中从8月15日起改名为交通中学。
- 1964年6月6日 市教育局致涵交大，从6月15日起将交通中学改为交通大学附属中学。
- 1964年6月19日 交大上报国防科委，将交通中学改为上海交通大学附属中学。交大已从6月15日起接收该校。
- 1968年10月5日 上海市革命委员会发文，将交大附中划归杨浦区革命委员会领导。
- 1985年4月3日 上海市教委发文，交大附中为上海交通大学和上海市教育局双重领导。属于上海市五所市属市重点中学之一。
- 1999年 学校完成大规模基础设施改建。
- 2004年 首批上海市实验性、示范性高中名单。
- 2011年，交大附中成立IB国际课程中心，开设IBDP国际课程实验班。2014年获得上海市教委批准，开办IBDP国际课程试点班[6]

## 历任校长
王建
男，中共党员，博士。历任上海交通大学保卫处副处长，上海交通大学信访工作办公室主任。曾获评上海市征兵工作先进个人，上海交通大学管理服务一等奖等。
徐向东
- 1965年6月－1995年3月上海交通大学动力机械工程系硕士研究生毕业后留校参加工作。
- 1993年10月加入中国共产党。
- 1995年在交大研究生院管理处工作。
- 1997年11月任交大电子信息学院任团委书记、学生党总支书记。
- 1999年4月调入交大附中任副校长。
- 2001年10月任交大附中党总支书记兼副校长。2002年8月任常务副校长。2003年10月任校长。
- 2003年评为上海交通大学优秀党务工作者。

邵士信
- 1940年7月－1964年上海师范大学中文系毕业后，分配到交大附中担任语文教师。中学高级教师。曾任语文教研组长。
- 1983年1月任上海交大附中副校长。
- 1995年2月任上海交大附中校长。
- 2002年8月退休。
- 1996年9月评为语文特级教师。
- 1997年任民盟第8届中央委员、上海市第9届政协委员。

许镇国
- 1935年3月－1956年9月在天津参加工作。
- 1984年加入中国共产党，中学物理高级教师。
- 1978年任上海中学副校长。
- 1990年2月任上海师大附中副校长。
- 1991年2月任上海交大附中校长。
- 1995年退休。
- 1993年评为全国优秀教育工作者。

胡益培
- 1931年2月－1948年8月参加工作。
- 1956年5月加入中国共产党。中学高级教师。
- 1954年8月，在上海第一医学院工农速成中学任教师。
- 1957年任上海市工农速成中学工会主席。
- 1958年任交大预科、上海工学院预科团委书记。
- 1963年起任上海交通中学教导处副主任、主任。
- 1978年任上海交大附中副校长。
- 1981年3月任校长兼党总支书记。
- 1991年2月退休。
- 1956年，评为上海市优秀教师。

石汉鼎
- 1926年－1942年4月参加革命同年7月加入中国共产党。
- 1956年9月任上海市工农速成中学党委副书记兼团委书记。
- 1958年9月任上海交通大学预科党总支书记。
- 1962年3月任上海工学院预科主任。
- 1963年2月任上海工学院附中校长。
- 1963年9月任上海市交通中学校长。
- 1964年9月任上海交大附中校长兼党总支书记。
- 1971年4月调新宾中学任党支部副书记。
- 1978年2月调回交大附中任校长兼党总支书记。
- 1981年3月参加上海市党校学习，结束后调上海工业大学任人事处处长。

钱君洪
- 1937年抗日战争时参加革命。
- 1938年加入中国共产党。
- 1954年7月任上海市第一工农速成中学党委书记、校长。
- 1955年7月任上海市工农速成中学党委书记、校长。
- 1958年9月任上海交通大学预科主任。
- 1962年3月调往交通大学校长办公室任主任。

## 教学
学校现有正高级教师5人、特级教师10人、上海市名教师名校长后备人选16人。杨浦区第五批学科名师2人、学科带头人12人、骨干教师12人、骨干后备12人、教学新秀10人。

## 特色
- 射击队
- 乒乓队
- 体操队
- 物理学科竞赛
- 化学学科竞赛
- 信息学学科竞赛
- 英杰杯篮球比赛
- 霸王杯足球比赛
- 巾帼杯排球比赛
- 模拟社区制度
- 绿州广播台

## 交通
轨道交通3号线殷高西路站，18号线殷高路站
公交线路 760 134 99 502 99